# Гней Генуций (народный трибун 473 года до н. э.)
Гней Генуций (лат. Gnaeus Genucius) — римский политический деятель V века до н. э.
В 473 году до н. э. Генуций занимал должность народного трибуна. На этом посту он приложил все усилия, чтобы привести в действие аграрный закон, за уклонение от которого он выдвинул обвинение против Луция Фурия Медуллина и Авла Манлия Вульсона, консулов предыдущего года. Патриции были сильно встревожены и убили Генуция в его постели ночью того дня, когда он должен был предстать перед народом с обвинением. После чего суд был прекращен.